# ムジーク・ヨーゼフ
ムジーク・ヨーゼフ（Musik Josef）は、日本のオーボエ、イングリッシュホルンのブランドである。メーカーの社名は株式会社美ら音工房ヨーゼフ。

## 会社概要
平成19年10月、有限会社ムジーク・ヨーゼフは工場移転に伴い、株式会社美ら音工房ヨーゼフ（ちゅらうとこうぼう）となる。本社所在地は沖縄県南城市玉城字志堅原358-1の工場と同一。この工場は平成19年10月に埼玉県東松山市より移転した。創業者仲村幸夫の出身地が沖縄県であることから地元へ帰ってきたことになる。
東京都千代田区九段、大阪市中央区大手前にアトリエ FARBEを構え、自社ブランドのオーボエ、オーボエダモーレ、イングリッシュホルン、クラリネット、ピッコロといった楽器の販売、リード等のアクセサリーの販売、修理を行う。アトリエの名となっているFARBEはドイツ語で「色」の意味。
国内では唯一のオーボエ専門メーカー。設立より20年以上を経、演奏者の立場にたった楽器製作を信念として1本1本手作りの楽器を製作する。その評価はヨーロッパをはじめ世界中で高まり、国内外の一流オーケストラ奏者から多大な信頼を得ている。プロ・アマチュアを含め愛用者は徐々に増えているが、製作本数が限られているため、他メーカーに比べると数量はまだ少ない。演奏が非常に難しいとされているオーボエにあって、良い音、良い音程、演奏者の要求する音量に応えられうよう高いレベルでのバランスの取れる楽器をコンセプトとしている。ヨーゼフ独特の音色があり、この点は演奏者の好みにもよる。

## 沿革
創業者は沖縄県出身の仲村幸夫。オーボエ奏者としてドイツで活躍した後、帰国してオーボエの制作を手がける。
埼玉県東松山市に工場を設立し、製作される楽器は世界中で使用されるようになった。平成19年10月、沖縄県南城市に工場を移転。

## 製品

### オーボエ
- AS1
- S1

### イングリッシュホルン
- ES1

### アクセサリー
- ボーカル
- リード
- ケーン
- チューブ
- ハネ